# Boarmia amurensis
Boarmia amurensis là một loài bướm đêm trong họ Geometridae.